# شباب مازونة
الشباب الرياضي لبلدية مازونة هو نادي كرة قدم جزائري تأسس عام 1968 ومقره في مدينة مازونة بولاية غليزان .

## تاريخ
- شارك شباب مازونة لأول مرة في بطولة دوري وهران لكرة القدم خلال موسم 1968-1969 ضمن المجموعة الثانية (اسم هذا القسم؛ القسم الثالث آنذاك). ويحتل شباب مازونة المركز 2 برصيد 47 نقطة ، خاض 20 مباراة ، حقق 11 فوزًا و5 تعادلات و4 هزائم .
- أول مباراة رسمية في تاريخ النادي أقيمت عام 1968 بالملعب البلدي لعين فكان (معسكر) ضد الترجي الرياضي عين فكان النتيجة النهائية 2-2[2]

- سبق للنادي أن لعب في بطولتي القسم الثاني والقسم الثالث الجزائري.[3]

## هوية النادي
منذ تأسيس شباب الرياضي لبلدية مازونة  عام 1968، كانت ألوانها دائماً هي الأصفر والأخضر.